# 陳英宗
陳英宗（越南语：／，1276年10月25日—1320年4月21日）是越南陳朝第四代皇帝，1293年至1314年在位，年號興隆。名陳烇（越南语：／），《元史》作陳日㷃、陳日𤊞。
陳英宗在位期間，致力於與元朝修好外交關係，使得大越與元朝之間長期保持和平。他同時幾次對占城和哀牢用兵，並取得了勝利。
1314年，在禪位給兒子陳明宗之後，英宗被尊為太上皇，並繼續執政六年直至逝世。

## 早年
陳英宗是陳仁宗的長子，為欽慈保聖皇后所生。1292年被冊立為皇太子。1293年，陳仁宗禪位給他，他尊父親為太上皇。但此時陳仁宗依舊執掌朝政達16年之久，直至1308年逝世。
根據越南官修史書《大越史記全書》記載，雖然英宗是一位英明的統治者和孝子，但在他年輕的時候經常酗酒，並常在夜間潛出皇禁遊覽昇龍城。一次，太上皇自天長府回京，陳英宗因大醉而沒有迎接太上皇的到來，太上皇大怒離京。英宗酒醒後，對自己的行為頗為後悔，令段汝諧作書向上皇請罪。此後，英宗任命段汝諧執政，並再也不敢酗酒。

## 在位期間
陳英宗在位時期，陳朝與元朝結束了戰爭。在抗元功臣陳光啓（1294年）和陳國峻（1300年）相繼逝世後，英宗任命一些士人執政。這些士人包括了陳日燏、段汝諧、范五老、張漢超、莫挺之和阮忠彥。英宗嚴厲地打擊賭博和貪污行為，但他對那些阿諛奉承的人卻非常慷慨。在他的努力下，越南保持了長期的和平並繁榮發展。
在外交關係上，陳英宗對元朝的態度較仁宗時代有所緩和，但卻與占城和哀牢保持著敵對關係。陳英宗派莫挺之為使者，出使元朝。因莫挺之是陳朝歷史上第一位狀元，且又有良好的口才，受到了元朝的讚賞，回國後亦受陳朝的尊敬。在元越戰爭結束後不久，哀牢多次進犯越南的西南邊境。英宗遣范五老出師，擊退了哀牢的進攻。
1301年农历二月，使臣邓汝霖在元朝窃画宫苑图本，私买舆地图及禁书等物，又抄写陈言征收交趾文书，及私记北边军情及山陵等事宜，元朝将他扣留，并派使臣到越南与陳英宗交涉，和平解决问题。两年后邓汝霖回国。
1306年，陳英宗將玄珍公主嫁給了占城國王制旻。出於聘禮，制旻將烏、里二州贈與陳朝。陳朝以其地置順州、化州。一年以後，制旻逝世。根據印度教習俗，玄珍公主應該投火殉死。但英宗卻遣陳克終往占城，通過欺騙的手段，迎玄珍公主歸國。占城人以此事為國恥，國王制至欲進攻越南。陳英宗得知後，率惠武王陳國瑱、仁惠王陳慶餘等人，於1312年御駕親征占城。制至戰敗被俘。陳英宗立制至之弟制陀阿婆粘為占城的傀儡國王，從此占越保持了和平。
1313年正月，交趾军约三万余众，马军二千余骑，犯元朝镇安州云洞，杀掠居民，焚烧仓廪庐舍，又陷禄洞、知洞等处，虏生口孳畜及居民赀产而还，复分兵三道犯归顺州，屯兵未退。四月，国王亲领兵焚养利州官舍民居，杀掠二千余人，且声言：“昔右江归顺州五次劫我大源路，掠我生口五千余人；知养利州事赵珏禽我思浪州商人，取金一碾，侵田一千余顷，故来仇杀。”
元朝调查认为是阮盝世子太史之奴所为，但不确定。於是质问安南。安南回牒：「邊鄙鼠竊狗偷輩，自作不靖，本國安得而知？」且以行贿元朝官员樞密院千戶劉元亨应对。劉元亨拒绝，质问安南，安南不予理睬。

## 禪位之後
1314年，陳英宗禪位給皇太子陳奣，是為陳明宗。英宗則接受了太上皇的稱號並繼續執掌朝政，直到1320年逝世。死後諡號顯文睿武欽明仁孝皇帝。

## 評價
《大越史記全書》] ：「帝善繼善承，所以時臻康泰，治底休明，文物制度漸盛，亦陳朝之盛主也。然聚沙門於安子之山，勞民力於英雲之閣，非醇中之小疪乎。」
| 陳英宗                           |                              |                                  |
| 前任： 陳仁宗                    | 大越帝國皇帝 1293年—1314年   | 繼任： 陳明宗                    |
| 前任： 陳仁宗                    | 越南陳朝君主 1293年—1314年   | 繼任： 陳明宗                    |
| 空缺上一位持有相同頭銜者：陳仁宗 | 越南陳朝太上皇 1314年—1320年 | 空缺下一位持有相同頭銜者：陳明宗 |